# Japan Soccer League Cup
Der Japan Soccer League Cup war ein japanischer Fußball-Ligapokal für die Mannschaften aus der Ersten und Zweiten Division der ehemaligen Japan Soccer League.

## Geschichte
Seine Erstaustragung hatte der Wettbewerb im Jahr 1973 und wurde ab 1976 jährlich ausgetragen. Die erste Ausgabe wurde noch in einem Spiel zwischen Towa Real Estate und Yanmar Diesel im Tokioter Ajinomoto Field Nishigaoka ausgetragen. Da die Partie mit 1:1 endete, bekamen beide Mannschaften den Titel zugesprochen, dies passiert in der Geschichte des Wettbewerbs schließlich noch einmal bei der Ausgabe 1981. Letztmals wurde der Pokal im Jahr 1991 ausgetragen und dann vom J.League Cup abgelöst. Welche die Mannschaften der neu gestalteten J. League umfasste.

## Modus
Nachdem der Pokal im Jahr 1973 in nur einem einzigen Spiel ausgetragen wurde, gab es ab dem Pokal 1976 eine Gruppenphase mit jeweils zwei Gruppen für die Region Ost und West. Pro Gruppe waren fünf Mannschaften eingeordnet, von denen die zwei besten Klubs nach vier gespielten Spielen ins Viertelfinale vorstießen. Ab hier wurde im KO-Modus gespielt. Dies wurde ab der Austragung 1979 soweit abgeändert, dass nun eine Erste Runde ausgelost wurde und ab der zweiten Runde weitere Mannschaften neu dazustießen. Danach ging es wie üblich mit einem Viertelfinale weiter. Dies wurde auch bis zur letzten Austragung so beibehalten.

## Statistik
In der Geschichte des Wettbewerbs, konnten insgesamt acht verschiedene Mannschaften den Pokal gewinnen. Dabei gelang dieser Titel jeweils vier Klubs drei Mal, wenn man auch die geteilten Titel mitzählt. Von allen Gewinnerklubs schafften es nur drei jedes Mal das Finale auch zu gewinnen. Jede Mannschaft, welche am Finale mehr als einmal teilnahm, jedoch nur ein einziges Mal gewinnen konnte, holte dabei stets den Titel bei ihrem ersten Auftritt und verlor beim zweiten. Zudem gab es noch vier Mannschaften, welche einmal das Finalspiel erreichten, jedoch nicht gewinnen konnten. Einen Klub, der nur einmal ins Finale kam und dann auch gewann, gab es nicht.

### Finalspiele
| Datum |                   | Ergebnis |                    |
| ----- | ----------------- | -------- | ------------------ |
| 1973  | Towa Real Estate  | 1:1      | Yanmar Diesel      |
| 1976  | Eidai             | 0:1      | Hitachi            |
| 1977  | Yanmar Diesel     | 0:4      | Furukawa Electric  |
| 1978  | Fujita Industries | 1:2      | Mitsubishi Motors  |
| 1979  | Yomiuri           | 3:2      | Furukawa Electric  |
| 1980  | Hitachi           | 1:3      | Nippon Kokan       |
| 1981  | Toshiba           | 4:4      | Mitsubishi Motors  |
| 1982  | Furukawa Electric | 3:2      | Yanmar Diesel      |
| 1983  | Yanmar Diesel     | 1:0      | Nissan Motors      |
| 1984  | Yanmar Diesel     | 3:0      | Toshiba            |
| 1985  | Nissan Motors     | 0:2      | Yomiuri            |
| 1986  | Furukawa Electric | 4:0      | Nissan Motors      |
| 1987  | Nippon Kokan      | 3:1      | All Nippon Airways |
| 1988  | Nissan Motors     | 3:0      | Toshiba            |
| 1989  | Nissan Motors     | 1:0      | Yamaha Motors      |
| 1990  | Nissan Motors     | 3:1      | Furukawa Electric  |
| 1991  | Honda Motors      | 3:4      | Yomiuri            |

### Tabelle nach Siegen
| Mannschaft                                                   | Gewinner         | Zweiter Platz    |
| ------------------------------------------------------------ | ---------------- | ---------------- |
| Yokohama F. Marinos (als Nissan Motors)                      | 1988, 1989, 1990 | 1983, 1985, 1986 |
| JEF United Ichihara Chiba (als Furukawa Electric)            | 1977, 1982, 1986 | 1979, 1990       |
| Cerezo Osaka (als Yanmar Diesel)                             | 1973, 1983, 1984 | 1977, 1982       |
| Tokyo Verdy (als Yomiuri)                                    | 1979, 1985, 1991 |                  |
| Urawa Red Diamonds (als Mitsubishi Motors)                   | 1978, 1981       |                  |
| NKK SC (als Nippon Kokan)                                    | 1980, 1987       |                  |
| Shonan Bellmare (als Towa Real Estate und Fujita Industries) | 1973             | 1978             |
| Kashiwa Reysol (als Hitachi)                                 | 1976             | 1980             |
| Consadole Sapporo (als Toshiba)                              | 1981             | 1988             |
| Eidai SC                                                     |                  | 1976             |
| Kashima Antlers (als All Nippon Airways)                     |                  | 1987             |
| Júbilo Iwata (als Yamaha Motors)                             |                  | 1989             |
| Honda FC (als Honda Motors)                                  |                  | 1991             |